# Psychoides
Psychoides är ett släkte av fjärilar som beskrevs av Charles Théophile Bruand d’Uzelle 1853. Psychoides ingår i familjen äkta malar.
Kladogram enligt Catalogue of Life och Dyntaxa:
| Psychoides | \| \| Psychoides filicivora \| \| \| \| \| \| Psychoides phaedrospora \| \| \| \| \| \| svartbräkenmal \| \| \| \| |
|            | \| \| Psychoides filicivora \| \| \| \| \| \| Psychoides phaedrospora \| \| \| \| \| \| svartbräkenmal \| \| \| \| |
|            | Psychoides filicivora                                                                                              |
|            | |
|            | Psychoides phaedrospora                                                                                            |
|            | |
|            | svartbräkenmal |
|            | |